# Premios Filmfare
Los Premios Filmfare son anuales del cine conferidos por el conglomerado mediático «Times Group». La ceremonia es una de las más antiguos del cine de India. Se iniciaron (con los National Film Awards) en el año 1954. Considerados como los Premios Óscar de Bollywood.

## Premios
Hay 37 a partir del año 2010. Hay 2 tipos: Del voto popular y de los críticos de cine. 

### Premios al Mérito del Cine
- Mejor película.
- Mejor director.
- Mejor actor	.
- Mejor actriz.
- Mejor actor de reparto.
- Mejor actriz de reparto.
- Mejor villano (1954 - 2007).
- Mejor papel cómico (1954 - 2007).
- Mejor debut (masculino).

- Mejor debut (femenino).

- Mejor director de música.

- Mejor letrista.
- Mejor cantante de playback (masculino).
- Mejor cantante de playback (femenino).
- Premio a una persona en reconocimiento a toda su carrera profesional en el mundo del cine de Bollywood.

### Premios de los Críticos
- Mejor película.
- Mejor actuación (actor y actriz).
- Mejor documental.

### Premios especiales
- Premio de Aprovechamiento.
- Premio Poder.
- Premio Filmfare Especial.
- Mejor Escena del Año.
- Premio R.D. Burman al Mejor Talento Nuevo.
- La Mejor Película del Medio Siglo (2005).

### Premios Técnicos
- Mejor acción.
- Mejor dirección de arte.
- Mejor música.
- Mejor fotografía.
- Mejor montaje.
- Mejor coreografía.
- Mejor argumento.
- Mejor guion.
- Mejor diálogo.
- Mejor sonido.
- Mejores efectos visuales.
- Mejor diseño de vestuario.

## Historia
Los premios fueron introducidos en 1954. The Clares fue el nombre original de la ceremonia de premios, nombre dado en honor a la crítica de The Times of India, Clare Mendonca. Se realizó una encuesta a los lectores de Filmfare para elegir a los ganadores, y más de 20.000 lectores de toda la India participaron en las elecciones; se entregaron trofeos a los ganadores por votación popular. 
En la primera ceremonia de premiación, celebrada el 21 de marzo de 1954 en el Teatro Metro de Bombay, solo se entregaron cinco premios: Mejor Película, Mejor Director, Mejor Actor, Mejor Actriz y Mejor Director Musical.
Do Bigha Zameen (1953), fue la primera película en ganar el premio a la Mejor Película. Los primeros ganadores de las otras cuatro categorías fueron: Bimal Roy por su dirección de Do Bigha Zameen, Dilip Kumar por su actuación en Daag, Meena Kumari por su actuación en Baiju Bawra y Naushad Ali por su música en Baiju Bawra. Los Premios Filmfare también introdujeron la categoría de Cortometraje en 2017, con Vidya Balan y Gauri Shinde en el jurado.[7] El Premio del Público al Mejor Cortometraje fue otorgado a Khamakha. Cortometrajes como Chutney, Matitali Kusti y Taandav también fueron premiados.[8]
La estrella de Hollywood Gregory Peck fue invitado como invitado de honor a la primera entrega de premios, el 21 de marzo de 1954 en el Teatro Metro de Bombay, pero no pudo asistir debido a un retraso en su vuelo desde Colombo. Sin embargo, Peck sí asistió al banquete posterior a la ceremonia en el Wellington Club (Gymkhana) de Bombay.[9][10]

## Aplazamiento en 1986 y 1987
Los ganadores de 1985 fueron anunciados en 1986 y el evento se programó para el diciembre de 1986 en el Estadio Brabourne. La industria cinematográfica de Bombay, como se conocía entonces, se declaró en huelga en 1986 debido a sus numerosos conflictos con el gobierno de Maharashtra. Como resultado, la ceremonia se pospuso al año siguiente. Los ganadores de 1985 fueron premiados el 28 de enero de 1987. Por razones de seguridad, el Filmfare no se entregó ni en 1986 ni en 1987.[11]

## Alfombra roja
La alfombra roja es un segmento que tiene lugar antes del comienzo de la ceremonia. Es entonces cuando se presentan actores, actrices, productores, directores, cantantes, compositores y otras figuras clave del cine indio.[12] Los presentadores entrevistan y haces breves preguntas a las celebridades sobre sus próximas actuaciones y sobre quien creen que merece llevarse a casa la Dama Negra.[13]

## Premios 2013
Los premios Filmfare 2013 se celebraron en Bombay, en los estudios Yash Raj de Andheri. Se celebró una rueda de prensa especial para su anuncio, también en el hotel Suburban de Bombay. El tema de ese año fue «Cien años en el futuro». La razón de celebrarlo ese año fue que buscaba una continuidad con el del año anterior, donde la fraternidad celebró en taquilla el centenario del cine indio.[14]

## Estatuilla Filmfare
La estatuilla, que representa a una mujer con los brazos en alto en un número de baile y los dedos tocándose, se conoce comúnmente como «La Dama Negra» (o «La Dama de Negro»). Diseñada originalmente por N.G. Pansare, bajo la supervisión de Walter Langhammer, director artístico del Times of India, está hecha generalmente de bronce, mide 46,5 cm de alto y pesa alrededor de 5 kg.[15] Para celebrar el 25.º aniversario de los premios, las estatuillas se fabricaron en plata, y para celebrar el 50.º aniversario, en oro.[16] El trofeo Filmfare ha sido fabricado por The Award Gallery desde el año 2000.[17]
Hasta 2012, solo se habían realizado algunos cambios. Sin embargo, a partir de 2014, se realizó una modificación importante para darle una apariencia tridimensional.[18] Este cambio se justificó por dos razones. En primer lugar, los organizadores creían que era necesario estar a la altura de los numerosos avances tecnológicos del mundo actual, que también avanzarán mucho más en los próximos años. Esto también pretendía coincidir con el tema de la edición 2013 de los premios Filmfare de Bombay: un salto de cien años hacia el futuro.[14]

## Idiomas del festival
- Idioma hindi.
- Idioma inglés indio.
- idioma hindustaní, en el cine indio ("Bollywood"), se suele llamar a la lengua neutra que se habla en las películas. Aunque en realidad se trata del hindi coloquial, mutuamente inteligible tanto para los hablantes de hindi como para los de urdu.
- Otros Idiomas:
  - Idiomas nacionales de la India: Asamés, Bengalí, Bodo, Cachemir, Dogrí, Guyaratí, Hindi, Canarés, Konkaní, Maijilí, Malabar, Manipurí, Marati, Nepalí, Oriya, Punyabí, Sánscrito, Santali, Sindi, Tamil, Télugu y Urdu.